# Wasserwerk Flehe

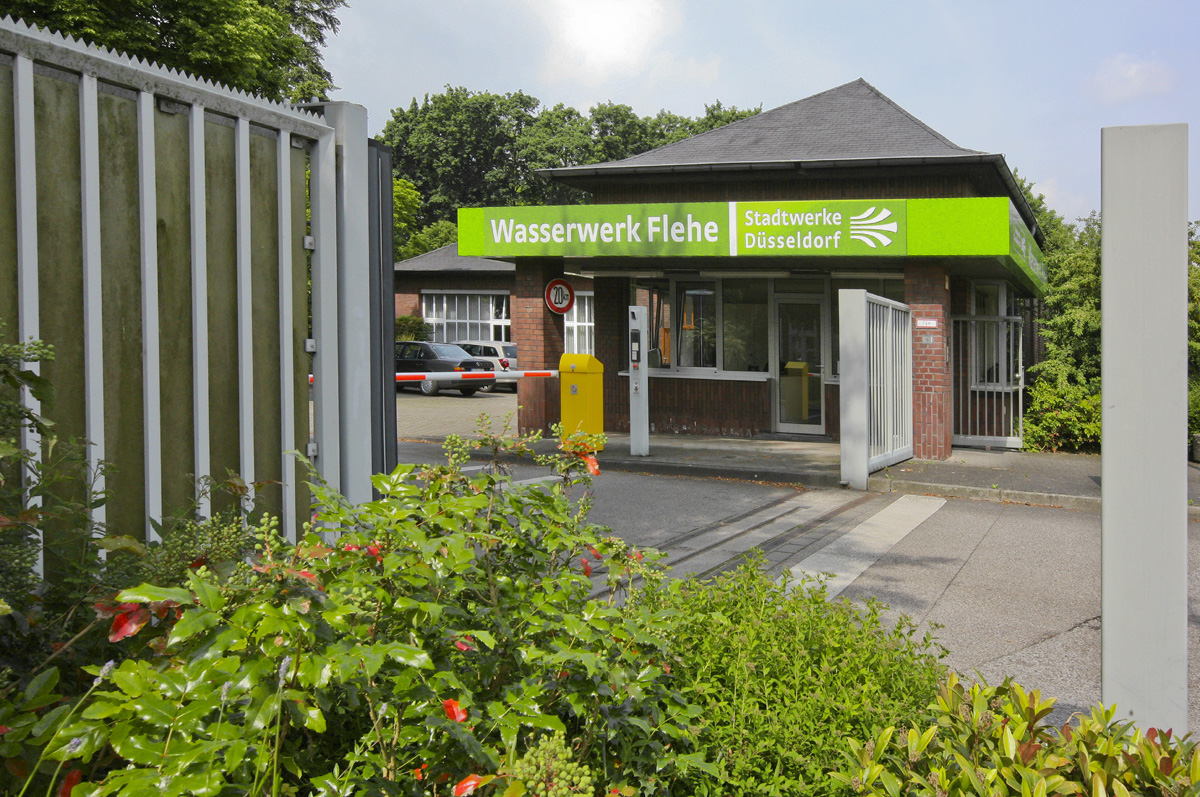
Der Eingang zum Wasserwerk Flehe

Das Wasserwerk Flehe ist das älteste von vier Wasserwerken auf Düsseldorfer Gebiet. Es befindet sich im Düsseldorfer Süden. Betrieben wird es durch die Stadtwerke Düsseldorf. Im Wasserwerk Flehe werden jährlich ca. 7.590.000 m³ Trinkwasser abgegeben (Stand 1998).

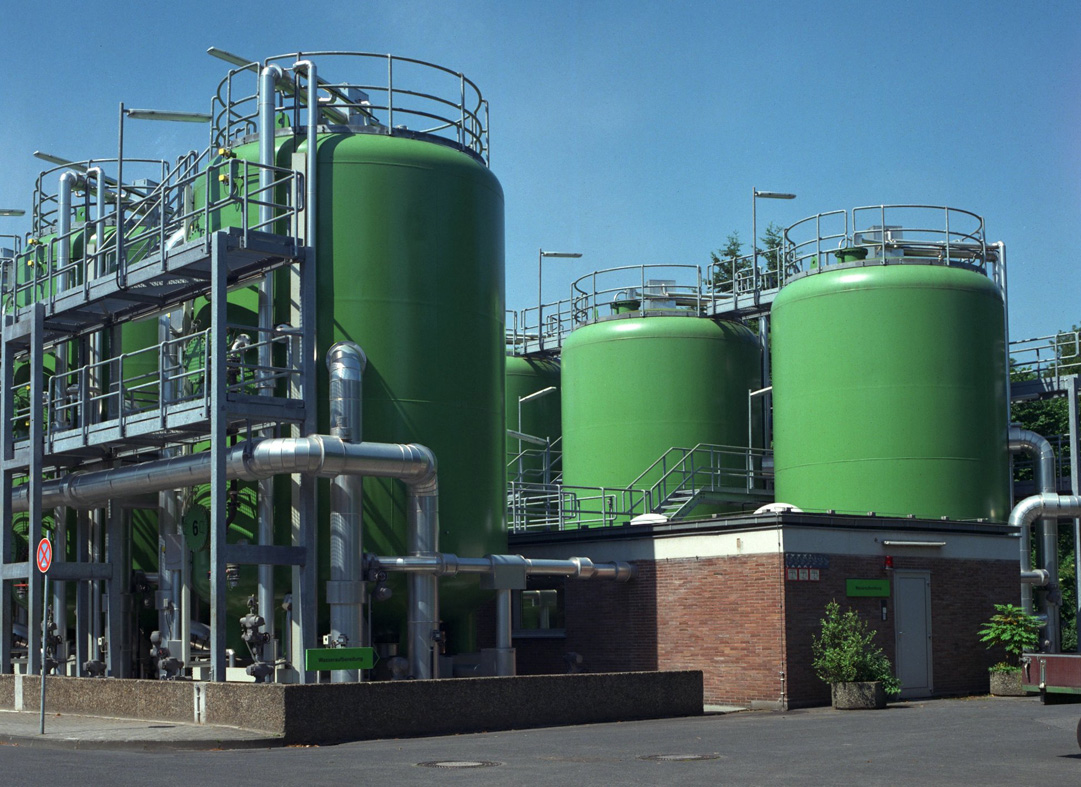
Die Filteranlage des Wasserwerk Flehe

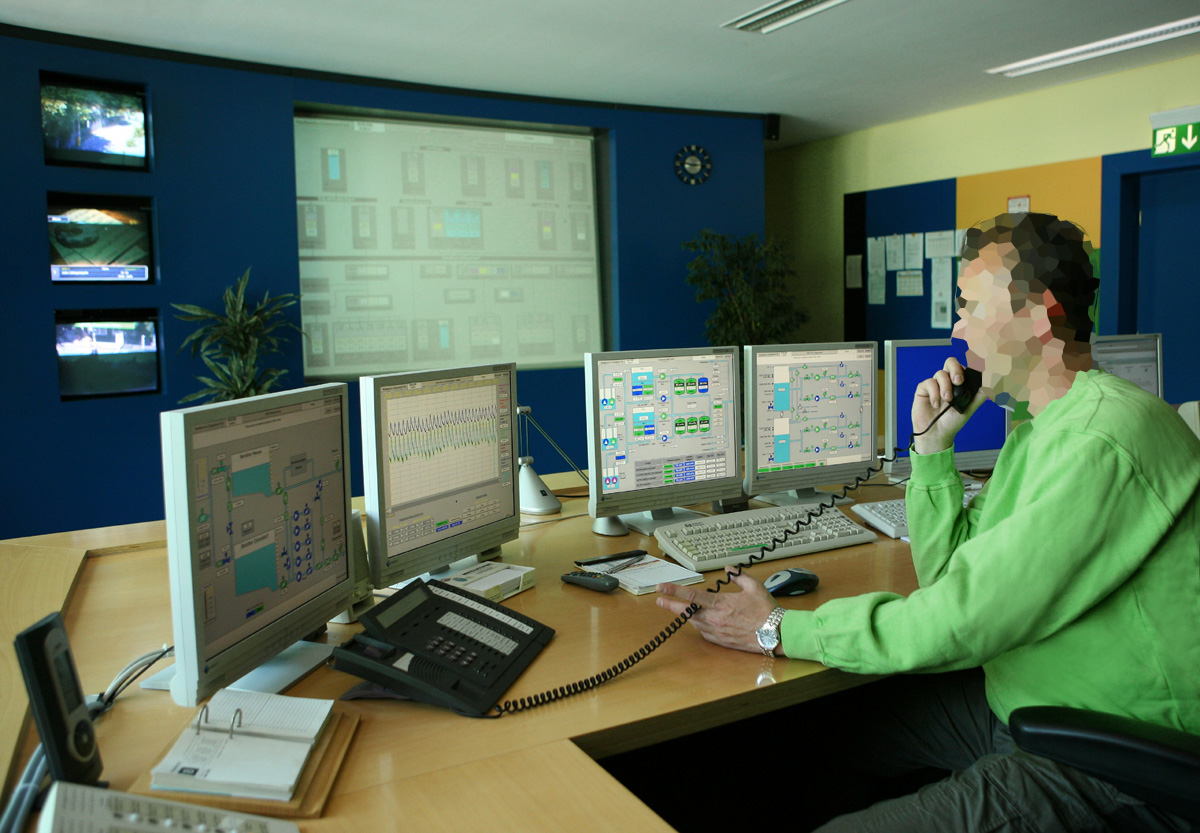
Die Warte des Wasserwerk Flehe

## Geschichte
Im Jahr 1866 forderte eine Cholera-Epidemie in Düsseldorf 111 Tote. Diese Katastrophe war der Anlass für den Beschluss der Stadtverordnetenversammlung am 23. Juni 1868, die unhygienischen Verhältnisse bei der Wasserbeschaffung (Regensammelanlagen, Schöpf- und Pumpbrunnen), durch den Bau eines Wasserwerks zu verbessern. Nach umfangreichen wirtschaftlichen Berechnungen und hydrologischen Untersuchungen, Probebohrungen und einem Gutachten des Engländers William Lindley, begann nach Plänen von H.Schneider 1869 der Ausbau der Wassergewinnungs- und verteileranlagen. Die erste Station erhielt zwei horizontale Einzylindermaschinen von der Magdeburger Dampfmaschinen-Gesellschaft. Gefördert wurde 8.800 Kubikmeter Wasser pro Tag, die durch eine 10 km lange Hauptrohrleitung bis zu einem auf der Hardt errichteten 3.600 Kubikmeter fassenden Hochbehälter gepumpt und von dort im Stadtgebiet verteilt wurden.
Am 1. Mai 1870 floss das erste städtische Wasser in die Düsseldorfer Haushalte. Um die zentrale Wasserversorgung zu steuern, nutzte die Stadt die Erfindung des amerikanischen Malers Samuel Finley Breeze Morse, der einen elektromagnetischen Schreibtelegrafen entwickelt hatte. Die Telegrafenleitung verband das Wasserwerk in Flehe mit der Wärterwohnung am Hochbehälter auf der Hardt, die Verwaltung der Gasanstalt und das Rathaus miteinander.
Die Wassergewinnung in Flehe war bis 1924 auf fünf getrennt liegende Pumpwerke mit 117 Brunnen angewachsen. Die ältesten Pumpwerke waren schon außer Betrieb, so dass nur noch das 1900/01 erbaute vierte Pumpwerk, das 1909/10 errichtete fünfte Pumpwerk und das neu gebaute elektrische Pumpwerk den Hauptwasserbedarf deckten. Die gesamte Tagesmenge betrug 80.000 Kubikmeter. Die Rohrbrunnen liegen in Abständen von 20 Metern längs des Rheins in einer Entfernung von 50 m vom Flussufer. Als Reserve diente das elektrisch angetriebene Pumpwerk mit einer Tagesleistung von 40.000 Kubikmeter.
Nach dem Zweiten Weltkrieg waren die Wasserwerksanlagen in Flehe und Am Staad am schwersten von allen Werken von Zerstörung betroffen. Betroffen war auch der Hochbehälter auf der Hardt.
Im Jahr 1949 teuften die Stadtwerke als erstes Unternehmen in Deutschland einen leistungsfähigen Horizontalfilterbrunnen auf dem Gelände in Flehe, südlich des Brücker Baches, ab.
Die letzten Dampfpumpen in Flehe wurden 1956 von Elektromotoren abgelöst.
In den Jahren 1961 bis 1967 gingen in den Wasserwerken Flehe und Am Staad sowie Holthausen Aufbereitungsanlagen in Betrieb. Als das „Wirtschaftswunder“ begann, stellte die Verpflichtung, ein stets einwandfreies Trinkwasser zu liefern, die Stadtwerke schon nach kurzer Zeit vor Probleme. Durch Wasser, das in die Kiese und Sande der Flussaue einsickerte, verschlechterte sich mit der zunehmenden Rheinverschmutzung ab 1949/50 rasch die Qualität des Wassers in den Brunnen. Das Brunnenwasser unterschied sich jedoch, wie Analysen aus dem Jahre 1961 zeigten, stets stark vom Rheinwasser – dank der vorzüglichen natürlichen Filterung im Boden. Schon in den zwanziger und dreißiger Jahren war eine zunehmende Abwasserbelastung des Rheins und ein allmählich steigender Chloridgehalt festgestellt worden. Trotzdem war das Brunnenwasser ohne jede Aufbereitung trinkbar. Nun verschlechterten sich Geruch und Geschmack des Wassers zunehmend. Industriewerke und die Städte leiteten immer mehr Abwasser in den Rhein. Von allen getesteten Verfahren zur Wasseraufbereitung wirkte das mit Aktivkohle und Ozon am besten. Nach langjährigen Versuchen begann 1959 der Bau der ersten Aufbereitungsanlage Am Staad. Die Stadtwerke legten dort den Grundstein für die erste Aufbereitungsanlage nach dem „Düsseldorfer Aufbereitungsverfahren“. Sie wurde 1961 in Betrieb genommen und lieferte stündlich 6.000 Kubikmeter mit Ozon und Aktivkohle „behandeltes“ Trinkwasser. Bald folgten zwei weitere Anlagen in Holthausen (1964) und in Flehe (1967).
Im November 1986, nach dem Brand in dem Basler Chemieunternehmen Sandoz, wurde wegen der Angst der Bevölkerung vor vergiftetem Rheinwasser die Wasserwerke Flehe und Am Staad zum Schutz des Grundwassers vorsorglich kurzzeitig stillgelegt. Wochenlange strenge Kontrollen des Grundwassers und des Brunnenwassers durch mehrere wissenschaftliche Institute ergaben schließlich, dass weder Grund- noch Brunnenwasser geschädigt wurden.
Im Wasserwerk Flehe wurde 1990 die gemeinsam mit dem Landesamt für Wasser und Abfall errichtete Rheinwasserkontrollstation eröffnet. Im Jahre 1997 wurde das Wasserwerk Flehe modernisiert. Neue Wasserrechte von 15 Millionen Kubikmeter pro Jahr bis ins Jahr 2027 für Flehe und von 22,5 Millionen Kubikmeter pro Jahr bis 2028 für das Wasserwerk Am Staad wurden erteilt.
In Flehe arbeiten vier Pumpwerke mit sechs Rohwasserpumpen. Zwei Pumpwerke bestehen aus 60 einzelnen Vertikalbrunnen die über einen Heberleitung miteinander verbunden sind, die zwei anderen Pumpwerke sind Horizontalfilterbrunnen.

## Aufbereitung

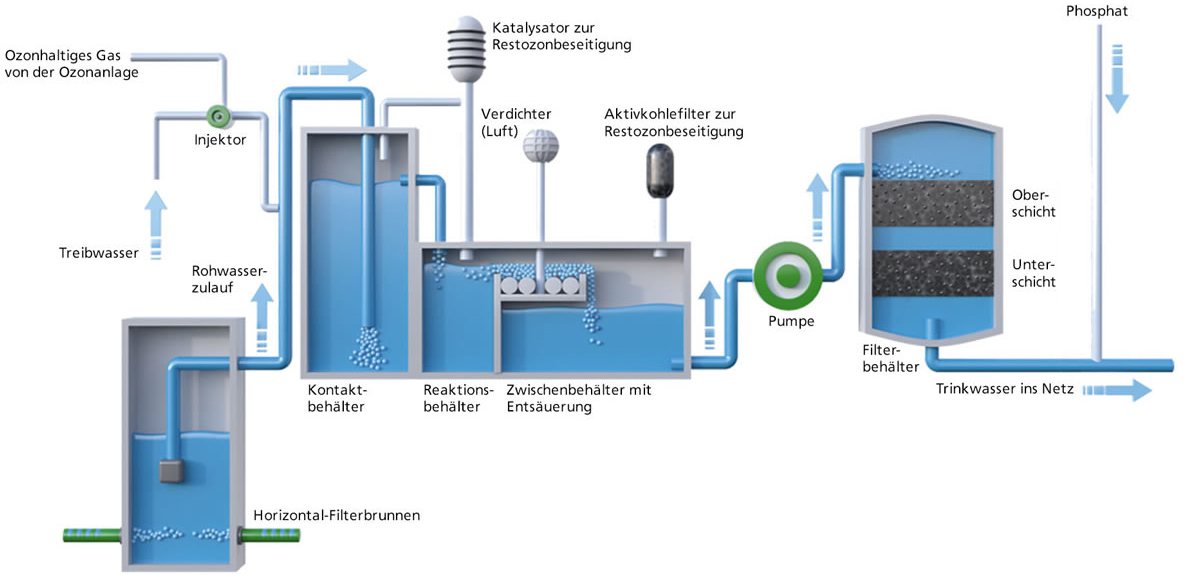
Schema der Trinkwasseraufbereitung nach dem Düsseldorfer Verfahren

Die erste Stufe stellt die Uferfiltration dar. Zweite Stufe die Oxidation durch Ozon: 0,5 g/m³, Ozonerzeugung aus Sauerstoff. Stufe drei die Voraktivierung durch Aktivkohlefiltration in geschlossener Bauweise, Körnung: 1,5 – 2,5 mm, Fläche: 20 m², Höhe: 1,5 m, Durchsatz: 200 m³/h. Stufe vier die Aktivkohlefiltration in geschlossener Bauweise, Körnung: 0,8 – 2,4 mm, Fläche: 20 m², Höhe: 2,5 m, Durchsatz: 200 m³/h. (Früher Stufe 5: die Desinfektion mit Chlordioxid: 0,05 g/m³.) Und abschließende die Stufe fünf: Inhibitoren mit Phosphat: 1 g/m³ (früher auch Silikat: 1 g/m³).(Stand 2016).

## Versorgungsgebiet
Das Versorgungsgebiet der Düsseldorfer Wasserwerke mit Trinkwasser umfasst 600.000 Menschen, Gewerbe und Industrie in Düsseldorf, Erkrath und Mettmann. Insgesamt werden in einem Jahr rund 50 Mio. Kubikmeter (m³) Trinkwasser verteilt, täglich sind das durchschnittlich 140.000 Kubikmeter – 140 Millionen Liter. Die Tagesabgabe schwankt zwischen 120.000 Kubikmetern im Winter und bis zu 250.000 Kubikmetern an einem heißen Sommertag.

## Biodiversität

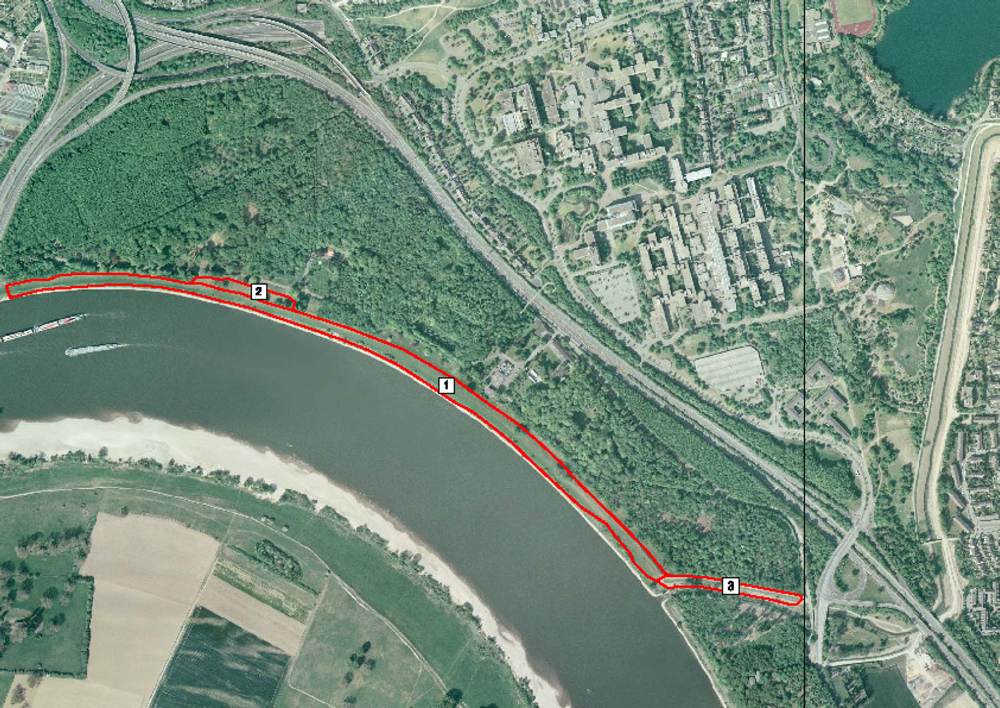
Wasserwerk Flehe, Markierung der von der Biostation „Haus Bürgel“ untersuchten Flächen zur Biodiversität

Das Wasserwerksgelände (Wasserschutzzone I + II) wird seit jeher extensiv genutzt, sie werden nicht gedüngt oder mit Pestiziden behandelt.
Flächen im Landschaftsschutzgebiet: 44,30 ha, davon hochwertige Wiesenflächen: 10,00 ha (unterschiedlich intensiv ausgeprägt).
Flächenbegrenzung:
Die biodiversitär relevante Flächen erstrecken sich vom Zaun Himmelgeister Straße am Brückerbach bis zum Zaun am Fleher Deich (Fleher Brücke). An der Wasserseite beginnend randscharf von der Pflasterung bzw. Schotteranschüttung bis zur Deichkrone. Die Deichkrone selbst auf der gesamten Länge. Von der Deichkrone sauber und randscharf bis zum Waldrand bzw. bis zur Werkstraße. Am Deich Brückerbach (Steilböschung) von der Bachseite über die Deichkrone hinweg bis zur 1. Baumreihe am inneren Böschungsfuß.
Das Wasserwerksgelände besteht überwiegend aus FSC-zertifiziertem Wald. Die entlang des Rheins vorkommende, südexponierte Wiese (Fläche 1 des Bildes rechts), sowie Wiesen entlang des Brückerbachs (Fläche 3 des Bildes rechts) sind die artenreichsten Wiesen Düsseldorf. Insgesamt wurden auf dem Deich in Flehe 81 Pflanzenarten erfasst. Darunter elf Arten der Roten Liste und drei der Vorwarnliste. Die Wiesen stellen eine sehr gute Ausprägung der selten gewordenen Stromtal-Halbtrockenrasen (Thalicto-Brometum) (ein Relikt der niederrheinischen Salbeiwiesen) dar. Es konnten 21 typische Arten gefunden werden, z. B. Tauben-Skabiose (Scabiosa columbaria), Wiesen-Salbei (Salvia pratensis) und Arznei-Thymian (Thymus pulegioides). Stromtal-Halbtrockenrasen sind nach der Roten Liste der Pflanzengesellschaften in NRW stark gefährdet. Sie sind darüber hinaus ein FFH-Lebensraumtyp und ein gesetzlich geschützter Biotoptyp nach § 62 Landschaftsgesetz NRW. Diese Wiesengesellschaft benötigt eine volle Besonnung und eine zweischürige Mahd ohne Düngung. Durch Trocknung der Mahd und Entfall des Saatguts auf den Wiesen sowie anschließender Abfuhr des Heus entsteht ein Nährstoffentzug. So konnte sich der artenreiche Standort Flehe über einen Zeitraum von 50 bis 60 Jahren entwickeln.
Seit einem Kooperationsvertrag mit der Biologischen Station Haus Bürgel im Jahr 2010 werden die Wiesen wissenschaftlich begleitet. Eine floristische Erfassung fand im Jahr 2010 statt, eine Heuschreckenerfassung 2012. Das Gebiet um das Fleher Wasserwerk wird als Naturschutzgebiet bei Natura 2000 ausgewiesen und umfasst 91,0 ha, davon 43,45 ha Stadtwerkeanteil. Die Wiesen sind besonders wertvoll.
Es findet auch eine Mahdgutübertragung und damit Saatgutübertragung für die Neuanlage von Grünland statt.